# 13 км (зупинний пункт, Харківська дирекція Південної залізниці)
13 км — покинутий зупинний пункт Харківської дирекції Південної залізниці на дільниці Харків-Балашовський — Зелений Колодязь між станцією Харків-Балашовський (відстань — 2 км) і колійним постом 18 км (5 км). Відстань до станції Харків-Пасажирський — 13 км, до станції Зелений Колодязь — 24 км.
Розташований на території Московського району міста Харкова.

## Пасажирське сполучення
Раніше на платформі 13 км зупинялася лише одна пара приміських електропоїздів Харків-Левада — Гракове.